# Koszmosz–238
A Koszmosz–238 (oroszul: Космос–238) a Szojuz 7K–OK típusú űrhajó pilóta nélküli tesztrepülése volt.

## Küldetés
A  Szojuz–1 katasztrófáját követően a Szojuz 7K–OK (11F615) űrhajóval folytatott ötödik, utolsó, a Szojuz–3-t megelőző tesztrepülése volt. A tesztrepülések során tapasztalt hiányosságok megszüntetését követően egy átfogó, automatikus ellenőrzést hajtottak végre. A felszállás és pályára állást követően manővereket végeztek (rakéta és gázfúvókák próbája), összeköttetési próbákat végeztek, ellenőrizték az automatikus visszatérés technikai eszközeit, a leszállóegység működését (leereszkedés, leszállás).

## Jellemzői
1968. augusztus 28-án  a Bajkonuri űrrepülőtér 31. sz. indítóállásából egy Szojuz hordozórakétával (11А511) juttatták közeli Föld körüli pályára. Az orbitális egység alacsony Föld körüli pályán teljesített szolgálatot. A 88,5 perces, 51,7 fokos elhajlású, elliptikus pálya elemei: perigeuma 194 km, apogeuma 313 km volt. Tömege 6520 kilogramm.
1968. Szeptember 1-jén földi utasításra belépett a légkörbe, a leszállás hagyományos módon – ejtőernyős leereszkedés – történt, karagandi körzetében ért Földet.